# Kynodesme

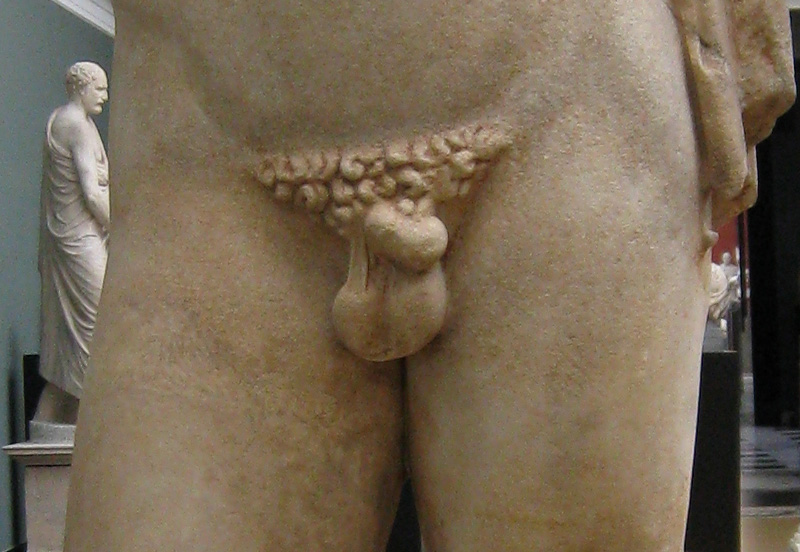
Beeld van een Griekse man met een kynodesme

Een kynodesme (Grieks: κυνοδέσμη, letterlijk: "hondenriem") was een dun lederen riempje, dat in het oude Griekenland onder andere door atleten om de voorhuid van de penis werd gebonden, om ontbloting van de eikel te voorkomen. Een zichtbare eikel werd als beschamend gezien, en komt op afbeeldingen dan ook alleen voor bij figuren als slaven en barbaren. 
De kynodesme werd strak gebonden rond het akroposthion, het deel van de voorhuid dat voor de eikel uitsteekt. De kynodesme werd vervolgens bevestigd aan een tailleband waardoor de penis omhoog wees, of werd vastgebonden rond  de basis van de penis, zodat de penis opgekruld werd (zie foto).
De kynodesme wordt voor het eerst genoemd in de literatuur van de 5e eeuw voor Christus, in de gedeeltelijk bewaard gebleven saterspelen Theoroi van Aeschylus. Een vroegere aanwijzing vormen afbeeldingen van atleten op oud Grieks aardewerk.